# Гордиенко, Николай Никитович
Николай Никитович Гордиенко (3 сентября 1939, Колутон, Астраханский район, Акмолинская область — 17 декабря 2011, Атбасар, Казахстан) — бригадир монтажников Управления строительства Прикаспийского горно-металлургического комбината Министерства среднего машиностроения СССР, город Шевченко Мангышлакской области, Казахская ССР. Герой Социалистического Труда (1974).

## Биография
Родился в 1939 году на станции Колутон Астраханского района.
С 1958 года — слесарь Атбасарского локомотивного депо Казахской железной дороги. В 1961—1964 годах проходил срочную службу в Советской Армии. С 1963 года — член КПСС. После армии трудился на различных стройках в Сибири. С 1967 года — бригадир монтажников стальных и железнобетонных конструкций в СМУ № 5 Прикаспийского горно-металлургического комбината в городе Шевченко.
Бригада под руководством Николая Гордиенко трудилась на возведении сложных промышленных объектах и ежегодно показывала высокие трудовые результаты, перевыполняя план на 170—180 %. Трудовой коллектив досрочно выполнил бригадные социалистические обязательства и производственные плановые задания Восьмой пятилетки (1966—1970). За эти выдающиеся трудовые достижения был награждён в 1971 году Орденом Ленина.
В 1973 году бригада Николая Гордиенко досрочно выполнила годовой план. Указом Президиума Верховного Совета СССР (с грифом «не подлежит опубликованию») от 16 января 1974 года «за выдающиеся успехи в выполнении и перевыполнении планов 1973 года и принятых социалистических обязательств» удостоен звания Героя Социалистического Труда с вручением ордена Ленина и золотой медали Серп и Молот.
Избирался депутатом Шевченковского городского Совета народных депутатов, членом Мангышлакского обкома Компартии Казахстана.
После выхода на пенсию проживал в городе Актау, затем в городе Атбасар Акмолинской области.
Скончался 17 декабря 2011 года.
Награды
- Герой Социалистического Труда
- Орден Ленина — дважды (26.04.1971; 1974)
- Орден Трудового Красного Знамени (24.12.1986)